# Rue d'Amiens
La rue d'Amiens est une voie publique de la commune française de Rouen.

## Situation et accès
La rue d'Amiens est une voie de la rive droite de Rouen. D'une longueur d'environ 800 m, elle débute à l'ouest au carrefour avec la rue de la République, dans le prolongement de la rue de la Chaîne. Elle se dirige en direction de l'est-sud-est jusqu'à l'hôpital Charles-Nicolle ; à ce moment-là, elle ne change pas de direction mais un terre-plein central s'intercale entre les deux voies. Elle se termine sur le boulevard Gambetta. La route de Lyons-la-Forêt la prolonge au-delà de ce boulevard.
Outre ces rues, elle est traversées ou rejointe par les voies suivantes :
- Place du Lieutenant-Aubert
- Rue de la Grande-Mesure
- Rue Victor-Hugo
- Rue du Ruissel
- Rue Armand-Carrel
- Rue Adrien-Pasquier
- Rue Ambroise-Fleury
- Rue du Général-Sarrail
- Rue Mollien
- Rue Marin-Le-Pigny
- Rue Édouard-Adam

## Origine du nom
Cette voie porte le nom de la ville d'Amiens, préfecture du département de la Somme.

## Historique
Cette rue a été ouverte vers le milieu du XIXe siècle à l'emplacement de plusieurs rues insalubres, comme la rue Pigeon, la rue Neuve, la rue du Battoir, la rue des 3-Cornettes,,.
Avant de prendre sa dénomination actuelle, elle a porté les noms de « rue du Battoir », « rue des Arpenteurs », « rue des Canettes », « rue des Trois-Cornets » et « rue du Nouveau-Monde ».

## Bâtiments remarquables et lieux de mémoire
- no 46 : immeuble[4]
- nos 70-74 : immeuble[5]
- no 75 : Juliette Billard (1889-1975), première femme architecte de France, y a vécu.
- no 75 : Robert Pringarbe (1921-2015) y est né.
- no 83 : maison de bois[6],[7]
- no 95 : maison[8]
- nos 97-99 : façade de l'hôtel d'Étancourt[9],[7]